# Santuario di Nostra Signora di Soviore
Il santuario di Nostra Signora di Soviore è un luogo di culto cattolico situato nel comune di Monterosso al Mare, lungo la strada provinciale 38, in provincia della Spezia. L'edificio religioso è situato all'interno del Parco nazionale delle Cinque Terre lungo le pendici del monte Soviore (464 m s.l.m.) tra boschi e campi terrazzati nei pressi della strada carrozzabile tra i comuni di Monterosso al Mare e Levanto. La chiesa è sede dell'omonima parrocchia del vicariato della Riviera della diocesi della Spezia-Sarzana-Brugnato, di cui la Madonna di Soviore è dall'11 maggio 1974 patrona. Le principali festività ricorrono il 15 agosto (festa dell'Assunzione di Maria) e la domenica dopo l'8 settembre.
Il santuario fa parte, insieme al santuario di Nostra Signora di Montenero a Riomaggiore, al santuario di Nostra Signora della Salute a Volastra, ai santuari di Nostra Signora delle Grazie e di Nostra Signora di Reggio a Vernazza, dei "Santuari delle Cinque Terre".

## Storia

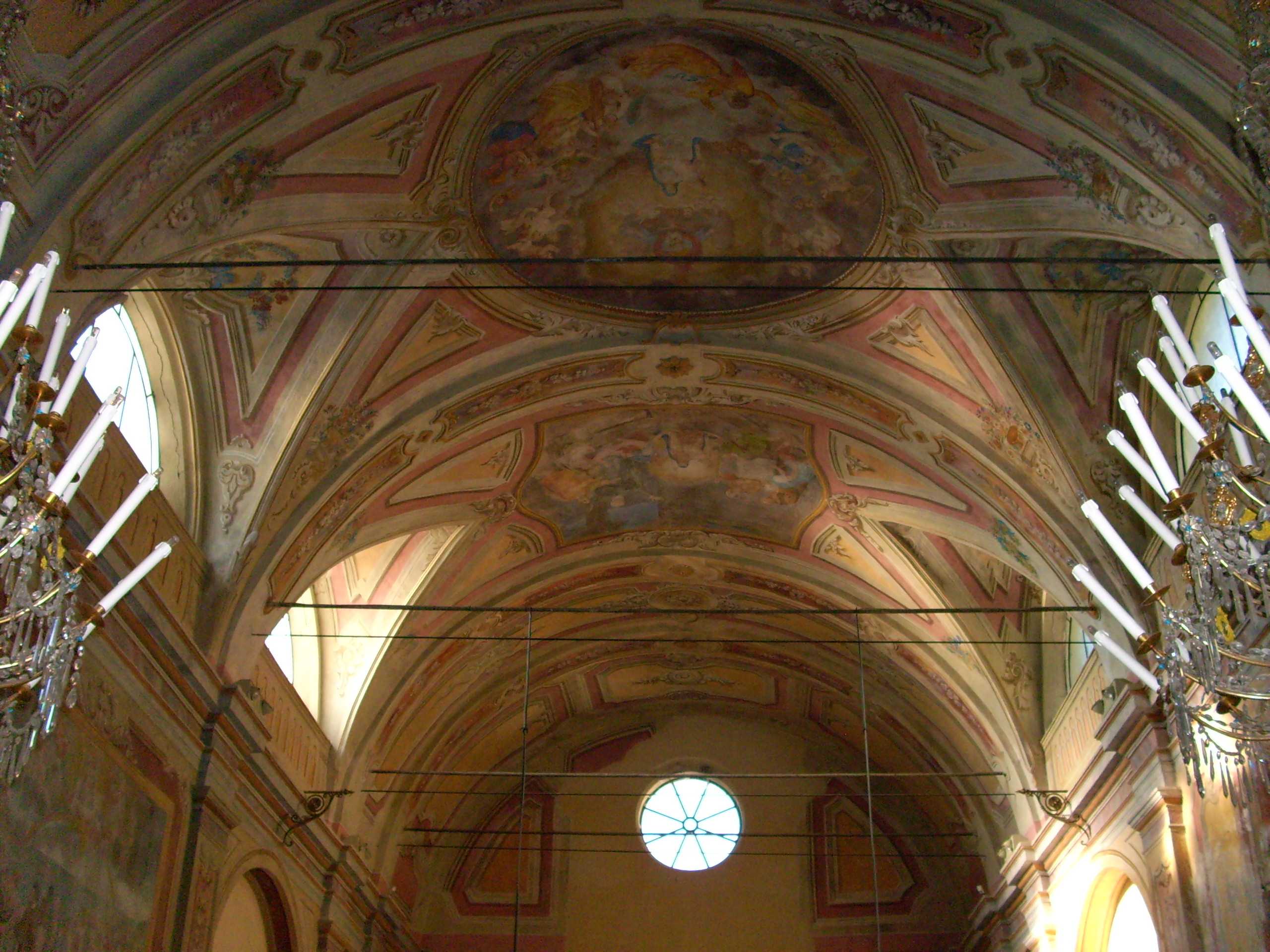
Decorazione ad affresco della volta

La data di edificazione è ancora oggi incerta; peraltro la prima citazione dell'edificio è in un documento datato al 1244. La sua costruzione potrebbe essere quindi contemporanea o anche antecedente questa data.
Un'antica leggenda popolare narra dell'origine del santuario: durante le incursioni dei Longobardi di Rotari, le popolazioni della riviera di levante fuggirono verso l'interno della valle e, per sottrarla al possibile furto, una sacra statua di legno della Madonna fu sotterrata; la leggenda afferma che l'immagine fu ritrovata cent'anni più tardi dalla popolazione, seguendo il volo di una colomba che, rifugiandosi in un cunicolo, la fece ritrovare.
Nei secoli successivi il culto si accrebbe tra la popolazione, così come cita una lapide del XIV secolo murata nel presbiterio, portando quindi alla costruzione della "casa del pellegrino" e affidando al rettore e ai massari del santuario la cura dell'ospedale di Monterosso al Mare.
Due documenti del XV secolo citano nuovamente il santuario di Soviore: il primo, datato al 1484, attesta l'assegnazione della chiesa al frate Simone Fassio su decisione di papa Sisto IV; il secondo, del 1488, testimonia la concessione dell'indulgenza plenaria da parte del pontefice Innocenzo VIII in occasione della festa dell'Assunzione di Maria.
Dalla metà degli anni ottanta del XX secolo il santuario di Soviore è divenuto un luogo importante per una parte dello scautismo italiano: qui ha infatti preso vita la Comunità di Scout di Soviore e sono iniziate le Route di Soviore, incontri di spiritualità che riunivano partecipanti di diverse associazioni scout dopo la separazione degli anni settanta e, per molti anni, unico luogo di incontro e attività comune di queste associazioni. Tali incontri continuano ancora oggi e si ripetono qui ogni Pasqua e in giro per l'Italia nel periodo di Natale.

## Descrizione

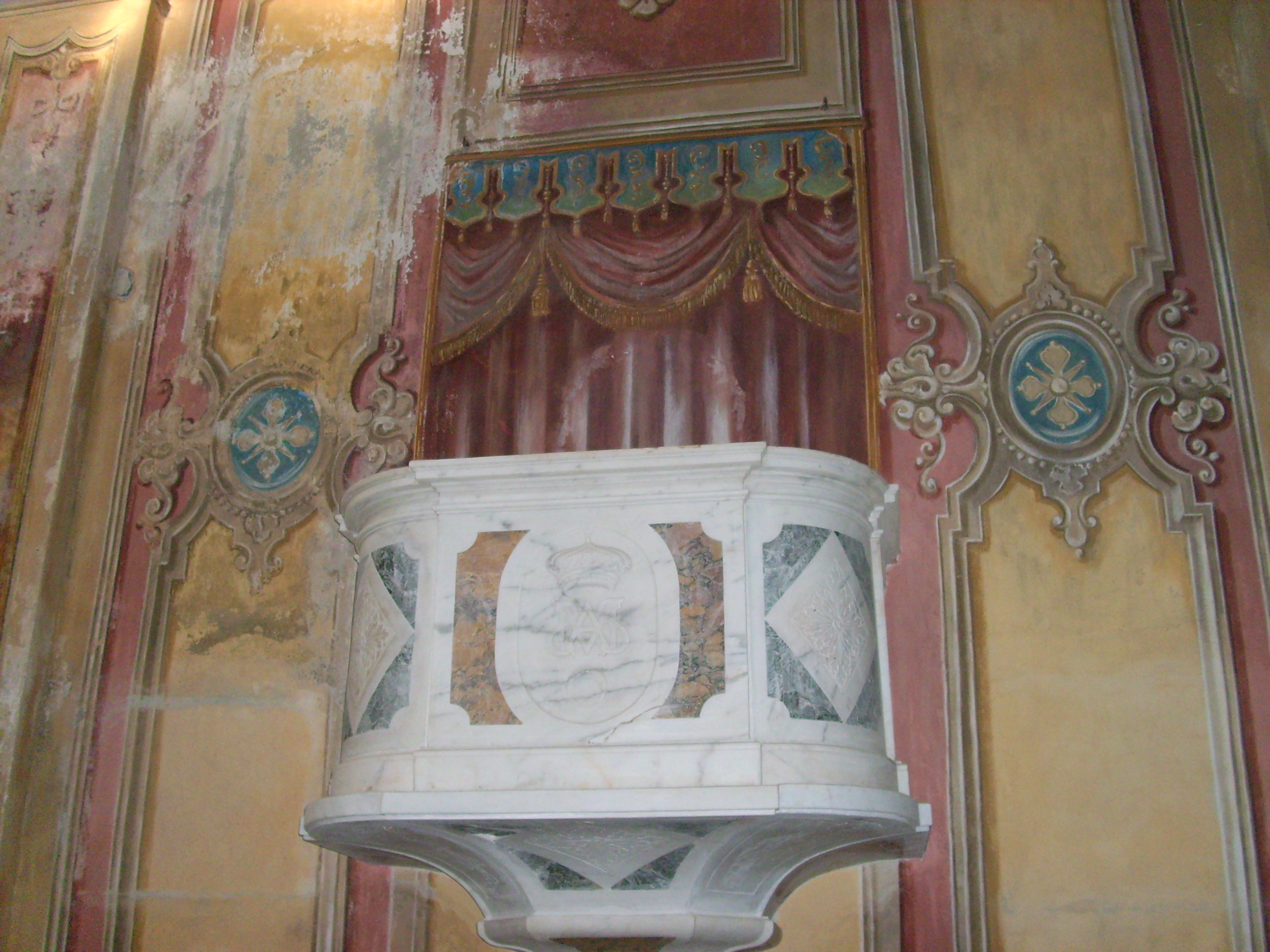
Il pulpito

Nella facciata a capanna si aprono un rosone ed un portale gotico che reca un bassorilievo in marmo che raffigura la Madonna Addolorata. 
In origine la struttura interna dell'edificio presentava una divisione a tre navate: i resti degli antichi capitelli e le colonne originali sono ancora oggi visibili attorno al santuario. Oggi l'interno della chiesa è a navata unica, dopo l'opera di trasformazione che fu attuata nel corso del XVI secolo. 
La decorazione interna presenta diversi cicli di affreschi, in particolare nella volta a botte, nei quali sono rappresentate la vicenda del Ritrovamento della sacra immagine mariana e una Pietà. Il santuario conserva inoltre numerosi ex voto, in prevalenza di carattere marinaro.

L'organo, del 1834, è della pistoiese ditta Agati.
Il possente campanile, antistante la chiesa, è prevalentemente d'impronta romanica.

### Gli altri edifici del complesso di Soviore

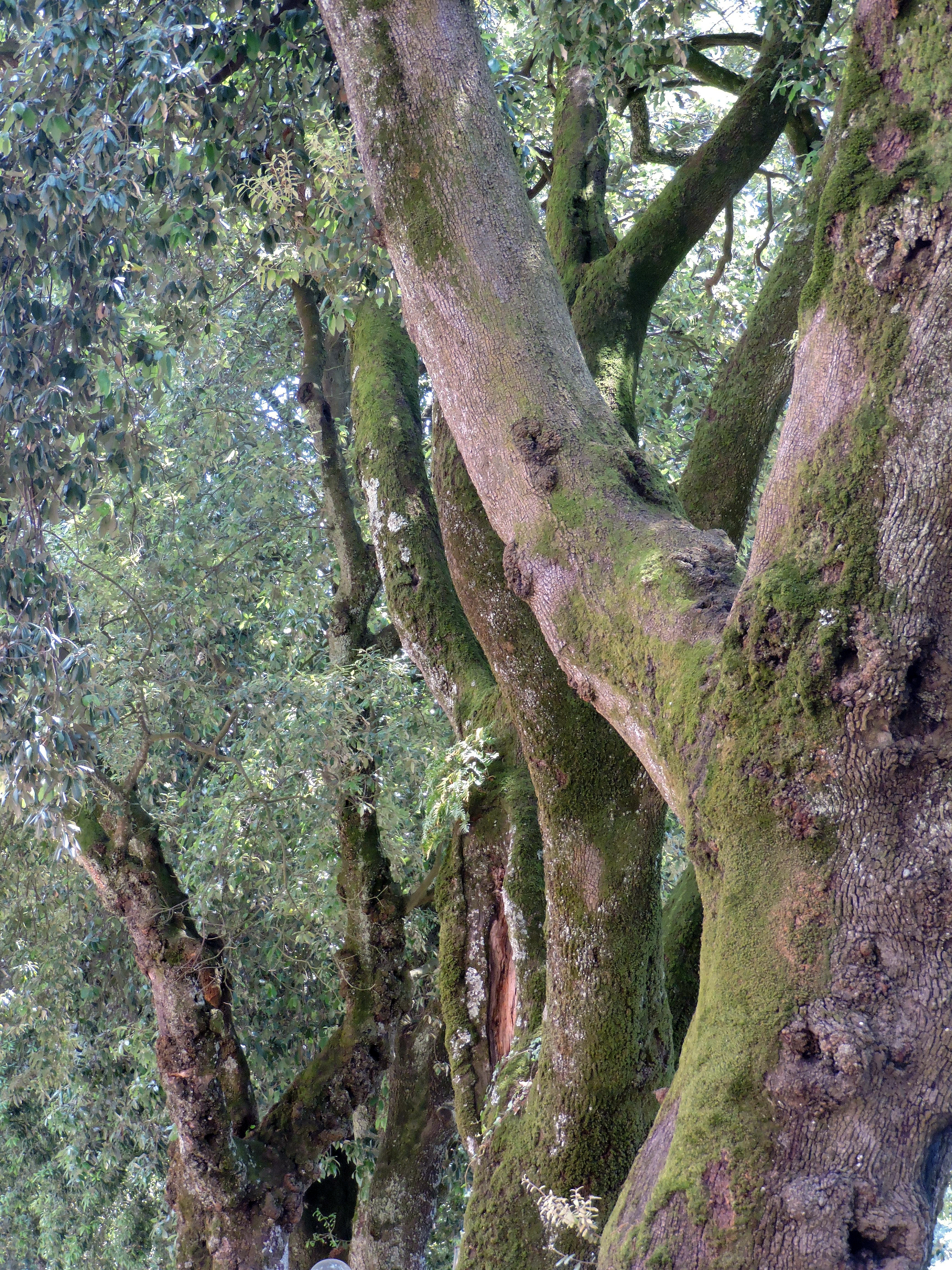
I monumentali esemplari di leccio

La parte adibita a foresteria è stata costruita a più riprese, a partire da un'epoca relativamente remota, come testimoniato dagli originali archi ogivali della parte più antica (quella addossata al campanile, sull'angolo nord-ovest della chiesa). Un ampliamento significativo è del XVIII secolo; quello ulteriore del 1909 fu realizzato mediante un lascito testamentario, come testimoniato dalla targa commemorativa murata sul fronte.
I più recenti lavori di conservazione e restauro sono stati eseguiti nel 2000 in occasione del Giubileo, su impulso dell'allora rettore, don Sandro Crippa. Questi lavori hanno permesso di restituire alla foresteria il primitivo storico aspetto al porticato. È stata altresì incrementata in modo significativo la tradizionale capacità ricettiva della foresteria, la quale è oggi gestita dalla Diocesi della Spezia-Sarzana-Brugnato come residenza turistico/alberghiera.
Contemporaneamente è stata aggiunta una nuova sezione di centro congressi, con l'obiettivo di qualificare Soviore anche come meta del cosiddetto turismo d'affari.

### I lecci monumentali
Il cortile antistante al fabbricato della foresteria del santuario è fiancheggiato verso valle da un filare di esemplari più che centenari di leccio. Di dimensioni notevoli (il diametro del fusto varia tra i 240 e i 290 cm e l'altezza si attesta tra i 20 e i 30 m) questi sono stati riconosciuti come alberi monumentali.

## Rettori del Santuario

### Don Sandro Crippa

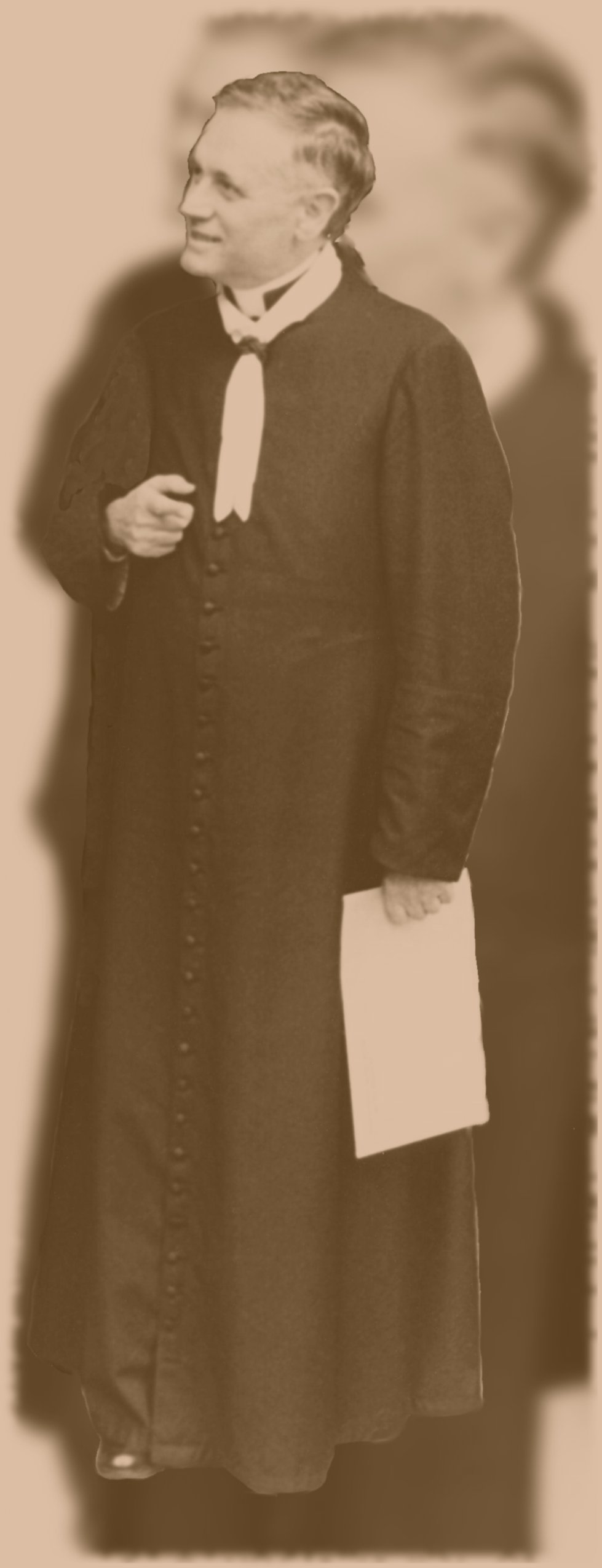
Don Sandro Crippa
(1934-1999)

Don Sandro Crippa nacque a Monterosso al Mare il 20 gennaio 1934.
Fu ordinato sacerdote nel 1959 ed ebbe l'incarico di vice parroco in varie parrocchie della Spezia fino al 1971, lavorando soprattutto in ambito giovanile negli oratori. Svolse il suo ministero anche in ambiente militare, fra gli avieri, e fu cerimoniere vescovile per oltre vent'anni.
Nel 1971 fu nominato rettore del santuario di Nostra Signora di Soviore, e da questo osservatorio - un po' defilato rispetto ai rivolgimenti sociali del periodo - si adoperò per difendere quanto di buono veniva apportato dalla tradizione ecclesiale negli anni a cavallo della contestazione.
Fondò a questo scopo l'Associazione Amici del Santuario di Soviore, che proponeva a giovani di tutte le provenienze - cattolici e non - un'esperienza di servizio presso il santuario, accompagnata da forti momenti di riflessione spirituale da lui guidati.
Prestò servizio ai malati durante i pellegrinaggi a Lourdes, facendo parte della comunità dei Foulards Bianchi e dell'UNITALSI.
Curò i restauri del santuario riportando a pietra viva la facciata (un intervento precedente, forse settecentesco, aveva intonacato la facciata conferendole un aspetto molto convenzionale) e riuscendo nel 1995 a riportare alla luce l'abside ed il muro perimetrale del luogo di culto preesistente, la cui pavimentazione altomedievale è oggi visibile attraverso inserti di vetro nel pavimento della chiesa.
Morì il primo di marzo del 1999 in un incidente stradale presso Campogalliano, nel modenese, mentre stava per dare inizio ai citati lavori di ampliamento del complesso del santuario in occasione del Giubileo del 2000.

#### Attività Scout
Le prime esperienze di don Sandro con il mondo scout furono come assistente ecclesiastico nei gruppi scout della Spezia e di Levanto. Il suo impegno andò aumentando per consistenza e rilevanza, e partecipò alla direzione di numerosi campi scuola di Branca Lupetti assieme a Pietro Paolo Severi e a Teo Frascari. Proprio insieme ad alcuni allievi di uno di questi campi scuola, durante una loro visita a Soviore, fondò la Comunità Scout di Soviore, di cui fu quindi il primo assistente spirituale, incarico che mantenne fino alla morte.
Nel 1974 fu uno dei fondatori del Centro Studi ed Esperienze Scout Baden-Powell, divenendone assistente ecclesiastico alla morte di don Ghetti (Baden) nel 1980. La storia del centro studi è da sempre strettamente collegata a quella della comunità scout di Soviore.
Il centro studi iniziò a promuovere insieme alla comunità scout di Soviore le Route di Pasqua, che don Sandro ospitò per vari anni al santuario; egli era ovviamente anche assistente delle route di Natale (che invece hanno sempre avuto un formato itinerante per l'Italia). Le Route di Soviore hanno sempre accolto scout di tutte le provenienze, in particolare AGESCI e Scout d'Europa, contribuendo in maniera non minore alla reciproca conoscenza e comprensione. Soviore è stato un terreno comune nel quale persone delle due associazioni, anche in anni in cui ufficialmente le due associazioni non avevano rapporti formali, hanno potuto fare scautismo insieme ed imparare a conoscersi e rispettarsi.